# Presidente de la República Popular China
El presidente de la República Popular China (Chino simplificado: 中华人民共和国主席 o 国家主席; Chino tradicional: 中華人民共和國主席 o 國家主席; Pinyin: Zhōnghuá Rénmín Gònghéguó Zhǔxí o Guójiā Zhǔxí) es el jefe de Estado de la República Popular China. Bajo la constitución del país, la Presidencia es un cargo en gran parte ceremonial con poderes limitados. Sin embargo, desde 1993, como cuestión de convención, la Presidencia ha sido ocupada simultáneamente por el secretario general del Partido Comunista de China, el principal líder en el sistema de un solo partido. La oficina se considera oficialmente como una institución del Estado en lugar de un cargo administrativo. En teoría, el presidente sirve al Congreso Nacional Popular, la legislatura, y no está legalmente facultado para tomar acción ejecutiva en su propia prerrogativa. El actual presidente es Xi Jinping, quien asumió el cargo en marzo de 2013.
Desde 1993, aparte de breves períodos de transición, el máximo líder de China sirve simultáneamente como presidente, líder del partido y comandante en jefe de las Fuerzas Armadas (como presidente de la Comisión Militar Central). Este individuo entonces realiza diferentes tareas bajo títulos separados. Por ejemplo, el líder se reúne con dignatarios extranjeros y recibe embajadores en su calidad de presidente, emite directivas militares como presidente de la Comisión Militar Central y respeta el gobierno del partido a través de la oficina del secretario general.
El cargo se estableció por primera vez en la Constitución de la República Popular de China en 1954 y sucesivamente en manos de Mao Zedong y Liu Shaoqi. Liu cayó en desgracia política durante la Revolución Cultural, después de lo cual el cargo quedó vacante. El cargo fue abolido en virtud de la Constitución de 1975, luego restablecido en la Constitución de 1982, pero con poderes reducidos. Por lo tanto, el título "presidente" en este caso no significa lo mismo que en los Estados Unidos u otros sistemas presidencialistas, sino más bien como una aproximación en términos de su poder en comparación con los sistemas parlamentarios.
Entre 1982 y 2018, la constitución estipuló que el presidente no podría servir más de dos mandatos consecutivos. Durante la era de Mao y también desde 2018, no había límites de término.

## Calificaciones y elección
Según la actual Constitución de la República Popular China, el presidente debe ser un ciudadano chino con plenos derechos electorales que haya cumplido 45 años.
El Presidente es elegido por el Congreso Nacional Popular, el órgano estatal más alto de China, que también tiene el poder de destituir al Presidente y otros funcionarios estatales. Las elecciones y los retiros se deciden por mayoría simple de votos.
De acuerdo con la Ley Orgánica del Congreso Nacional Popular, el presidente es nombrado por el Presidium del Congreso Nacional Popular, el órgano ejecutivo del Congreso. Sin embargo, en la práctica, el Partido Comunista de China reserva el puesto de presidente para su actual secretario general. Como todos los oficiales de Estado elegidos por el Congreso Nacional Popular, el presidente es elegido de una boleta de un nombre.
En el caso de que el cargo del presidente quede vacante, el vicepresidente asume la presidencia. En caso de que ambos cargos queden vacantes, el presidente del Comité Permanente del Congreso Nacional Popular actúa temporalmente como presidente hasta que el Congreso Nacional Popular pueda elegir un nuevo presidente y vicepresidente.
Antes de marzo de 2018, el presidente y el vicepresidente estaban limitados a dos mandatos consecutivos. Sin embargo, estos límites fueron eliminados en el Congreso Nacional Popular de 2018.

## Poderes y deberes
Bajo la constitución actual, establecida en 1982 con revisiones menores en años posteriores, el presidente tiene el poder de promulgar leyes, seleccionar y destituir al primer ministro y los ministros del Consejo de Estado, otorgar indultos presidenciales, declarar un estado de emergencia, emitir órdenes de movilización masiva y emitir honores estatales. Además, el presidente nombra y destituye a los embajadores en países extranjeros, y también firma y anula los tratados con entidades extranjeras. De acuerdo con la Constitución, todas estas facultades requieren la aprobación o confirmación del Congreso Nacional Popular. 
El presidente también realiza visitas de estado en nombre de la República Popular. Según la Constitución, la cláusula de "visita de Estado" es el único poder presidencial que no estipula ningún tipo de supervisión por parte del Congreso Nacional Popular. Como la gran mayoría de los poderes presidenciales dependen de la ratificación del Congreso Nacional Popular, el presidente es, en esencia, un cargo simbólico sin ninguna palabra directa en la gobernanza del estado. Por lo tanto, está concebido para funcionar principalmente como una institución simbólica del estado en lugar de un cargo con verdaderos poderes ejecutivos.
En teoría, el presidente tiene discreción sobre la selección del primer ministro, aunque en la práctica el primer ministro ha sido históricamente seleccionado a través de las discusiones de alto nivel del Partido Comunista de China. Tras la nominación del primer ministro, el Congreso Nacional Popular se reúne para confirmar la nominación, pero como solo hay un nombre en la boleta, solo puede aprobarlo o rechazarlo. Hasta la fecha, nunca ha rechazado una nominación de personal. Dado que el primer ministro, el jefe de gobierno en China, es el nombramiento político más importante en el Gobierno chino, el poder de nominación, bajo algunas circunstancias, puede darle al presidente una influencia política real.